# Ghost Machine
Pour plus de détails, voir Fiche technique et Distribution.
Ghost Machine est un film britannique réalisé par Chris Hartwill, sorti en 2009.

## Synopsis
Des techniciens doivent combattre des esprits maléfiques dans un logiciel d'entrainement militaire en réalité virtuelle.

## Fiche technique
- Titre : Ghost Machine
- Réalisation : Chris Hartwill
- Scénario : Sven Hughes et Malachi Smyth
- Musique : Bill Grishaw
- Photographie : George Richmond
- Montage : Emma Gaffney et Dayn Williams
- Production : Simon Bosanquet et Mark Huffam
- Société de production : Generator Entertainment
- Société de distribution : Anchor Bay Entertainment (Royaume-Uni)
- Pays :  Royaume-Uni
- Genre : Action, science-fiction et thriller
- Durée : 100 minutes
- Dates de sortie : 
  -  États-Unis : 22 décembre 2009 (DVD)
  -  Royaume-Uni : 12 avril 2010
  -  France : 22 mai 2012 (DVD)

## Distribution
- Sean Faris : Tom
- Rachael Taylor : Jess
- Luke Ford : Vic
- Richard Dormer : Taggert
- Jonathan Harden : Benny
- Sam Corry : Iain

## Accueil
James Luxford pour The National estime que le film « malgré des moments de menace, peine à impressionner ».